# Hàn Văn Tú
Hàn Văn Tú (tiếng Trung giản thể: 韩文秀, bính âm Hán ngữ: Hán Wén Xiù, sinh tháng 9 năm 1963, người Hán) là chuyên gia kinh tế, chính trị gia nước Cộng hòa Nhân dân Trung Hoa. Ông là Ủy viên Ủy ban Trung ương Đảng Cộng sản Trung Quốc khóa XX, hiện là Phó Chủ nhiệm thường vụ Văn phòng Ủy ban Tài chính Trung ương Trung Quốc. Ông nguyên là Ủy viên Đảng tổ, Phó Chủ nhiệm Văn phòng Nghiên cứu Quốc vụ viện.
Hàn Văn Tú là đảng viên Đảng Cộng sản Trung Quốc, học vị Cử nhân, Thạc sĩ Kinh tế học, Tiến sĩ Tài chính, chức danh Phó Nhà nghiên cứu. Ông có sự nghiệp nghiên cứu, phân tích kinh tế vĩ mô, tài chính của Trung Quốc, tham gia soạn thảo các báo cáo, chính sách của Đảng Cộng sản và Quốc vụ viện.

## Xuất thân và giáo dục
Hàn Văn Tú sinh tháng 9 năm 1963 tại huyện Tán Hoàng, thuộc thành phố thủ phủ Thạch Gia Trang, tỉnh Hà Bắc, Cộng hòa Nhân dân Trung Hoa. Ông lớn lên và tốt nghiệp phổ thông ở Tán Hoàng, cùng thời với Vu Thiệu Lương, thi đỗ Đại học Bắc Kinh rồi tới thủ đô nhập học vào Khoa Kinh tế của Bắc Đại vào tháng 9 năm 1980, tốt nghiệp Cử nhân Kinh tế vào tháng 7 năm 1984, đồng thời được kết nạp Đảng Cộng sản Trung Quốc vào những năm này. Tháng 9 năm 1986, ông trúng tuyển cao học của Bắc Đại, theo học cao học ở Học viện Kinh tế Bắc Đại – phân nhánh mới được thành lập của trường – nhận bằng Thạc sĩ Kinh tế học vào tháng 1 năm 1989. Ông từng được cử sang nước Anh, theo học và nghiên cứu giai đoạn 1992–93 tại Trường Wolfson, Đại học Oxford. Tháng 9 năm 2006, Hàn Văn Tú trúng tuyển nghiên cứu sinh tại Học viện Tài chính của Đại học Nhân dân Trung Quốc, bảo vệ thành công luận án tiến sĩ và trở thành Tiến sĩ Tài chính vào tháng 1 năm 2010.

## Sự nghiệp

### Nghiên cứu
Tháng 9 năm 1984, sau khi tốt nghiệp Bắc Đại, Hàn Văn Tú bắt đầu sự nghiệp của mình khi được trường giữ lại làm chuyên viên của tòa soạn Tạp chí Đại học Bắc Kinh. Đến năm 1989, sau khi nhận bằng thạc sĩ của Bắc Đại, ông được chuyển sang Trung tâm Nghiên cứu Kinh tế của Ủy ban Kế hoạch Quốc gia (nay là Viện nghiên cứu Kinh tế vĩ mô của Ủy ban Cải cách và Phát triển Quốc gia) làm chuyên viên của đơn vị tổng hợp nghiên cứu. Ông tham gia nghiên cứu ở đơn vị sự nghiệp công lập này giai đoạn 1989–97, lần lượt có chức danh Trợ lý Nghiên cứu viên, Phó Nghiên cứu viên, có chức vụ cấp phó xứ trưởng rồi xứ trưởng. Ông nghiên cứu thực tế nền kinh tế, từng đưa ra đánh giá về kinh tế Trung Quốc những năm 2010 có chất lượng GDP còn thấp, hiệu ứng chuyển đổi của cải còn kém, đưa ra các giải pháp để cải thiện.

### Chính trường
Tháng 8 năm 1997, Hàn Văn Tú được điều chuyển sang cơ quan nhà nước, được bổ nhiệm làm Điều tra và Nghiên cứu viên của Phòng Tổng hợp thuộc Ty Tài chính, Ủy ban Kế hoạch Quốc gia. Đến tháng 3 năm 1999, ông nhậm chức Trưởng phòng Giám sát và Dự báo thuộc Ty Tổng hợp của Ủy ban Kế hoạch phát triển Quốc gia – cơ quan vừa được chuyển đổi từ Ủy ban Kế hoạch Quốc gia năm 1998. Từ tháng 4 năm 2000, ông là Phó Ty trưởng kiêm Phó Thanh tra viên của Ty Tổng hợp, tiếp tục công tác ở cơ quan này và cơ quan một lần nữa được cải tổ thành Ủy ban Cải cách và Phát triển Quốc gia từ năm 2003. Tháng 3 năm 2005, Hàn Văn Tú được điều tới công tác ở Tiểu tổ Lãnh đạo tài chính Trung ương (nay là Ủy ban Tài chính Trung ương), nhậm chức Tổ trưởng Vĩ mô (tức Tổ Kinh tế thứ nhất) của văn phòng tiểu tổ này. Ở đơn vị này, ông tham gia soạn thảo các văn kiện phục vụ Đảng Cộng sản và nhà nước, tập trung các vấn đề về phân tích kinh tế vĩ mô và nghiên cứu xây dựng chính sách cải cách, phát triển đất nước, chuẩn bị kế hoạch hàng năm và kế hoạch năm năm của Trung Quốc.
Tháng 8 năm 2011, Hàn Văn Tú được điều sang Quốc vụ viện, được bổ nhiệm làm Ủy viên Đảng tổ, Phó Chủ nhiệm Văn phòng Nghiên cứu Quốc vụ viện, cấp phó bộ, tỉnh. Trước đó, ông từng nhậm chức vụ tạm thời là Phó Tổng thư ký Tỉnh ủy Quảng Đông từ tháng 7 năm 2010 đến tháng 8 năm 2011, theo hình thức chuyển chức vụ và cơ quan. Tháng 4 năm 2018, Tiểu tổ Lãnh đạo tài chính Trung ương mà ông từng công tác được cải tổ thành Ủy ban Tài chính Trung ương do nhà lãnh đạo Tập Cận Bình trực tiếp đứng đầu, Hàn Văn Tú được điều chuyển trở lại, nhậm chức Phó Chủ nhiệm Văn phòng của ủy ban này, rồi Phó Chủ nhiệm thường vụ, cấp bộ trưởng từ tháng 12 cùng năm, phụ trách công tác thường nhật cùng Chủ nhiệm là Phó Tổng lý Lưu Hạc. Cuối năm 2022, ông tham gia Đại hội Đảng Cộng sản Trung Quốc lần thứ XX từ đoàn đại biểu khối cơ quan trung ương Đảng và Nhà nước. Trong quá trình bầu cử tại đại hội, ông được bầu là Ủy viên Ủy ban Trung ương Đảng Cộng sản Trung Quốc khóa XX.

## Tác phẩm
Trong sự nghiệp của mình, Hàn Văn Tú có những tác phẩm, công trình chủ yếu về kinh tế học vĩ mô, tài chính Trung Quốc như:
- Quách Thụ Thanh; Hàn Văn Tú (1991). 中国GNP的分配和使用. Bắc Kinh: Nhà xuất bản Đại học Nhân dân. ISBN 7-300-01184-5.
- Hàn Văn Tú (1998). "看不见的手"与"看得见的手" 中国经济中的市场机制与宏观调控. Phúc Kiến: Nhà xuất bản Phúc Kiến. ISBN 7-211-03117-4.
- Hàn Văn Tú; Phạm Kiếm Bình (1999). 扩大内需 中国式的新政. Bắc Kinh: Nhà xuất bản Vật tư Trung Quốc. ISBN 7-5047-1497-6.
- Hàn Văn Tú; Lưu Thành (2000). 积极财政政策的潜力和可持续性. Bắc Kinh: Nhà xuất bản Khoa học kinh tế. ISBN 7-5058-2240-3.
- Hàn Văn Tú (2018). 建言中国经济成长. Bắc Kinh: Nhà xuất bản Sự thật Trung Quốc. ISBN 978-7-5171-2791-8.